# Iriemiel
Iriemiel (ros. Иремель, baszk. Ирәмәл) – masyw w Uralu Południowym, administracyjnie położony w Baszkirii.
Masyw składa się z kilku szczytów, z których najwyższym jest Wielki Iriemiel (ros. Большой Иремель), mierzący 1582 m n.p.m. Czyni to ten szczyt drugim najwyższym w Uralu Południowym (wyższa jest tylko 1638-metrowa góra Jamantau).
W czasach starożytnych góra była uważana przez Baszkirów za świętą, a zwykli ludzie nie mieli prawa wspinać się na jej szczyt.
W 2010 roku, w celu ochrony i zachowania przyrody na terenie w pobliżu góry – między innymi poprzez regulację ruchu turystycznego – masyw otoczono obszarem ochrony przyrody „Iriemiel”.

## Galeria

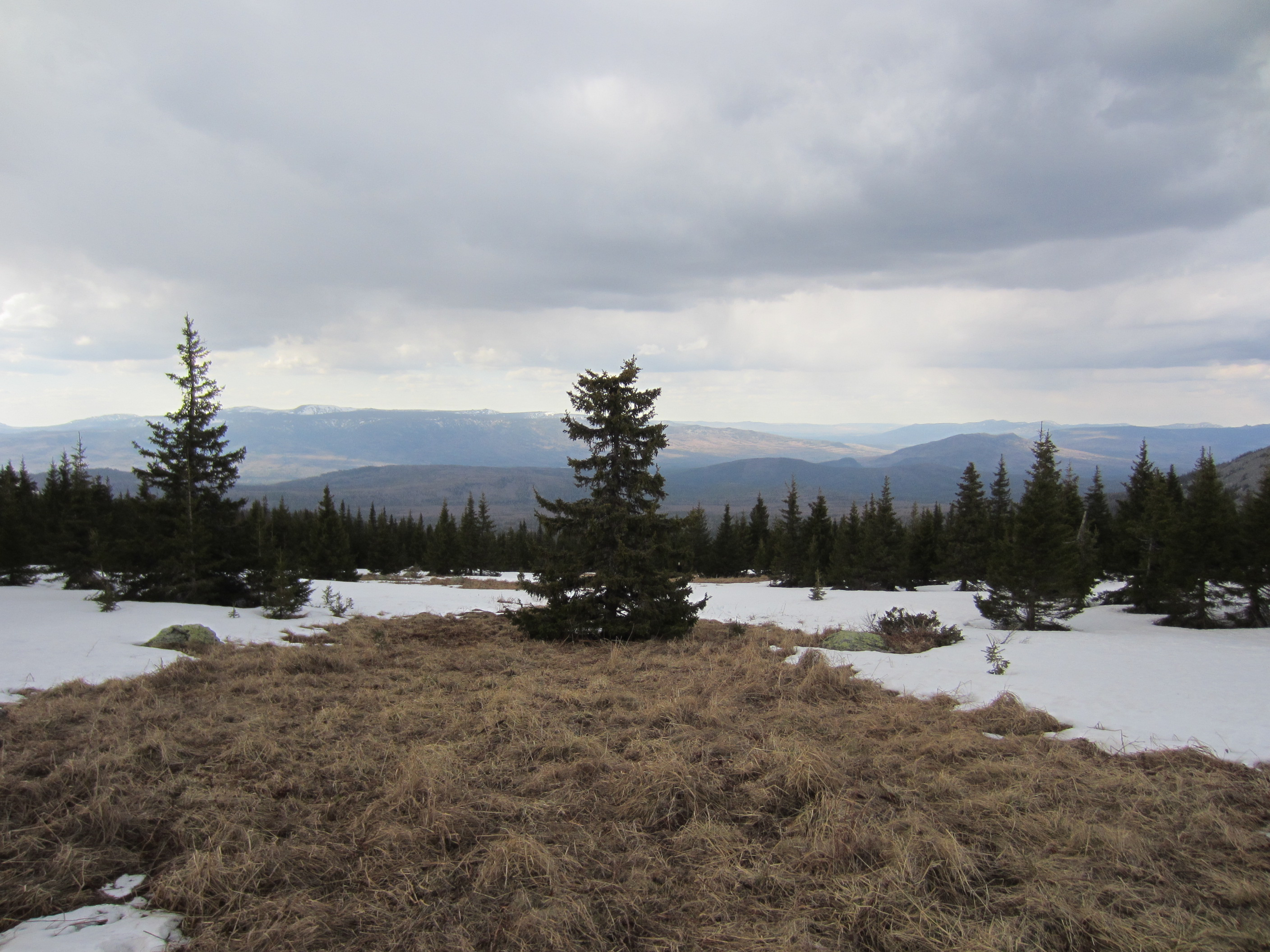
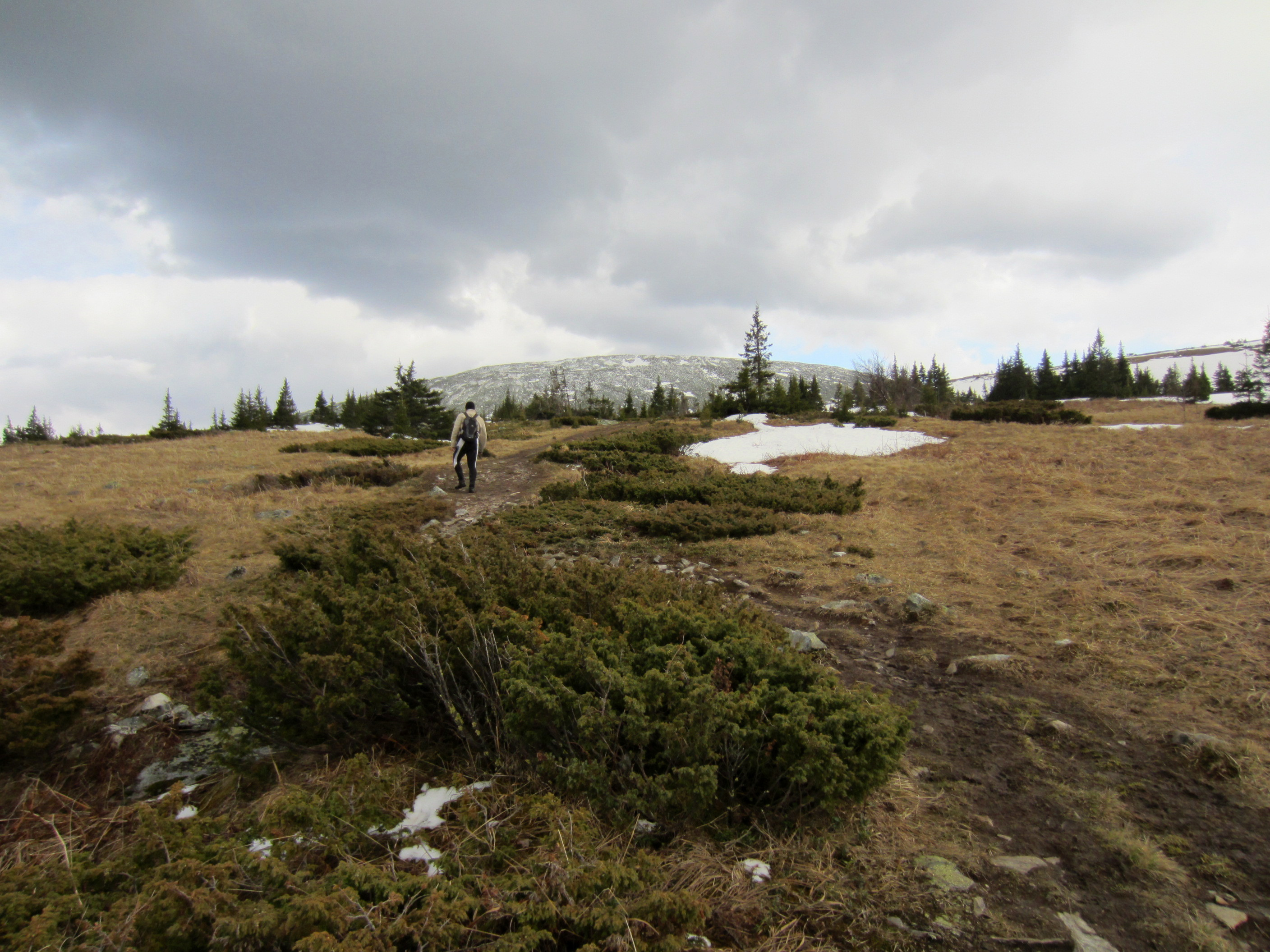
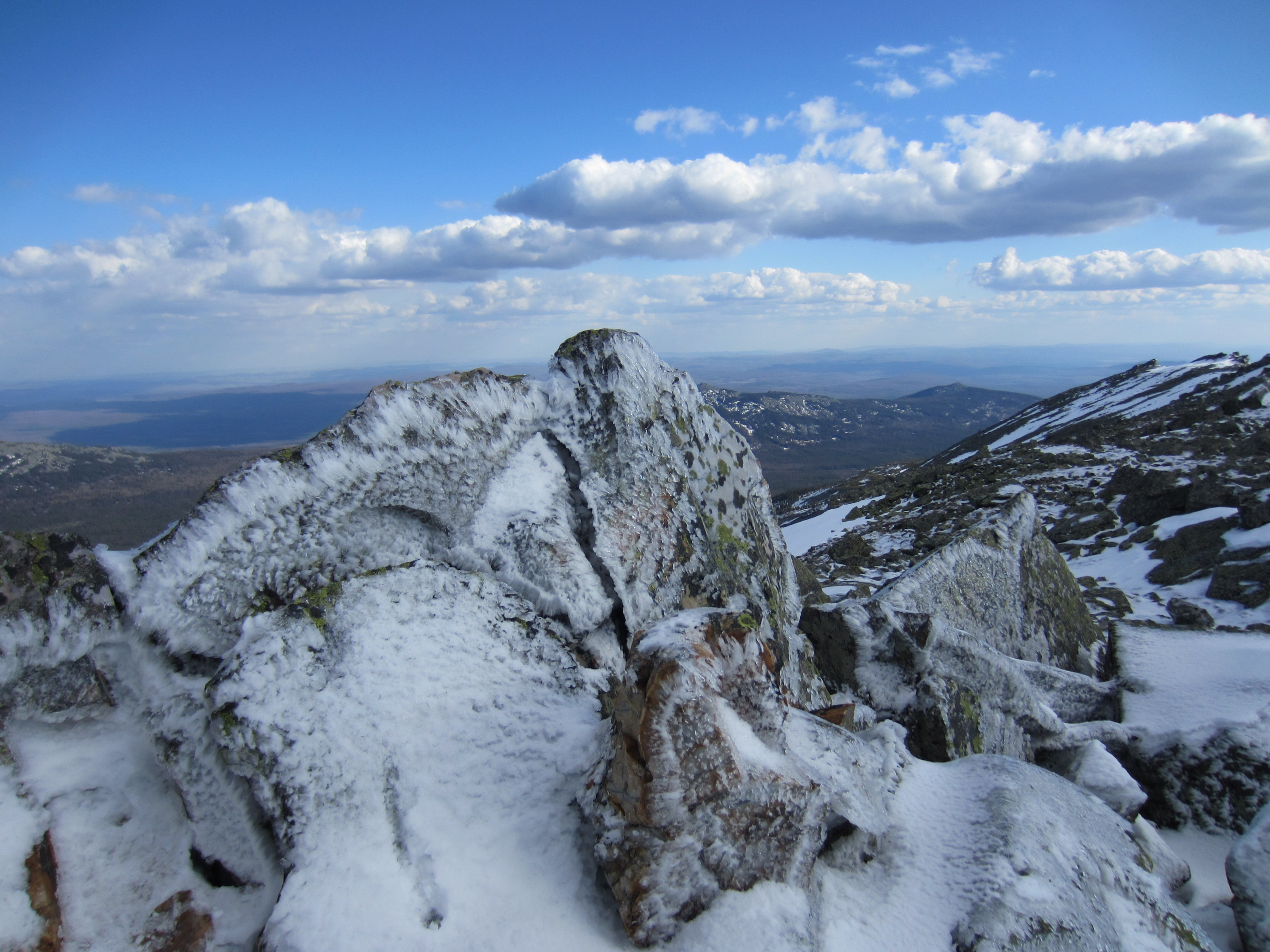
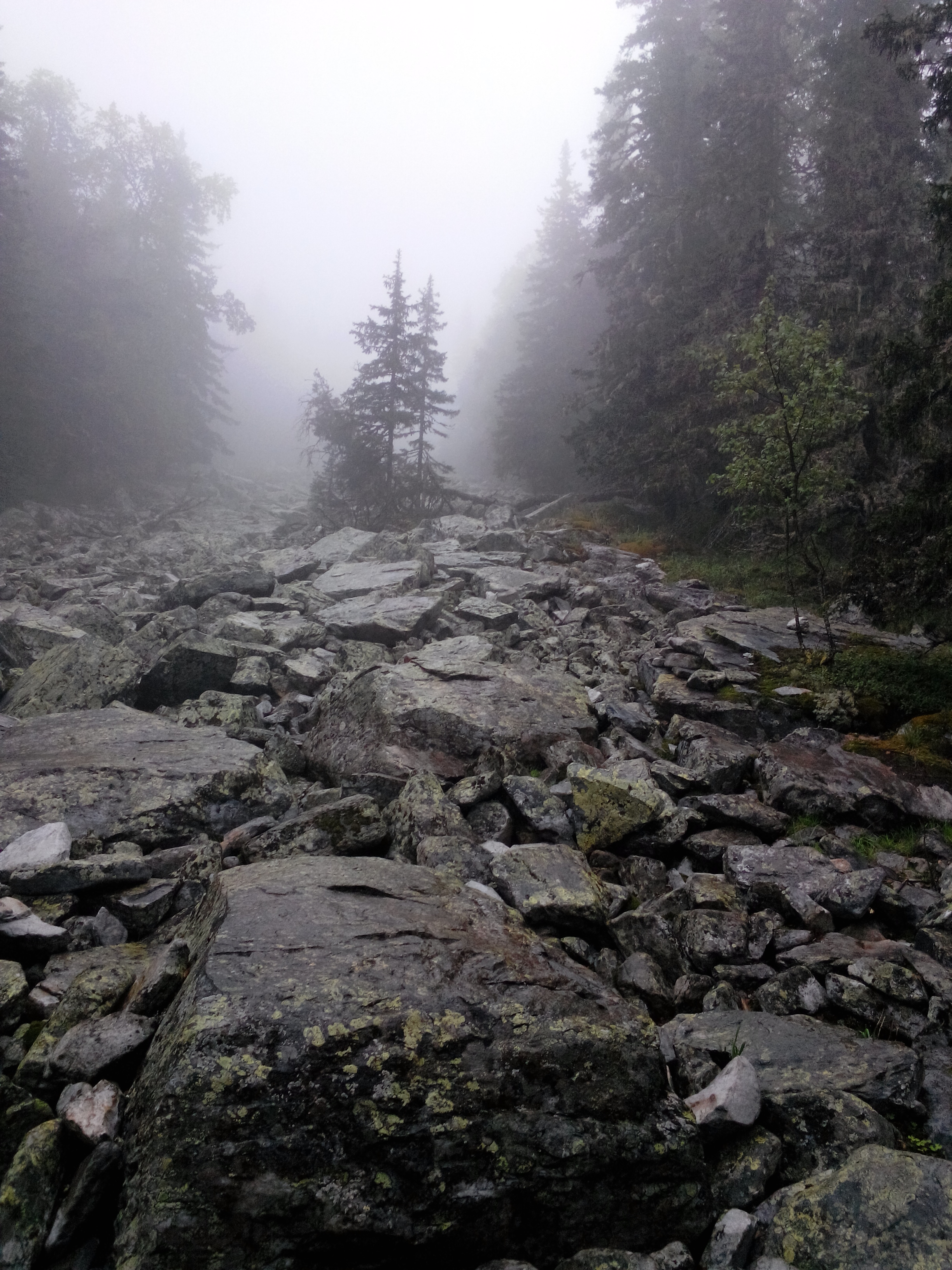
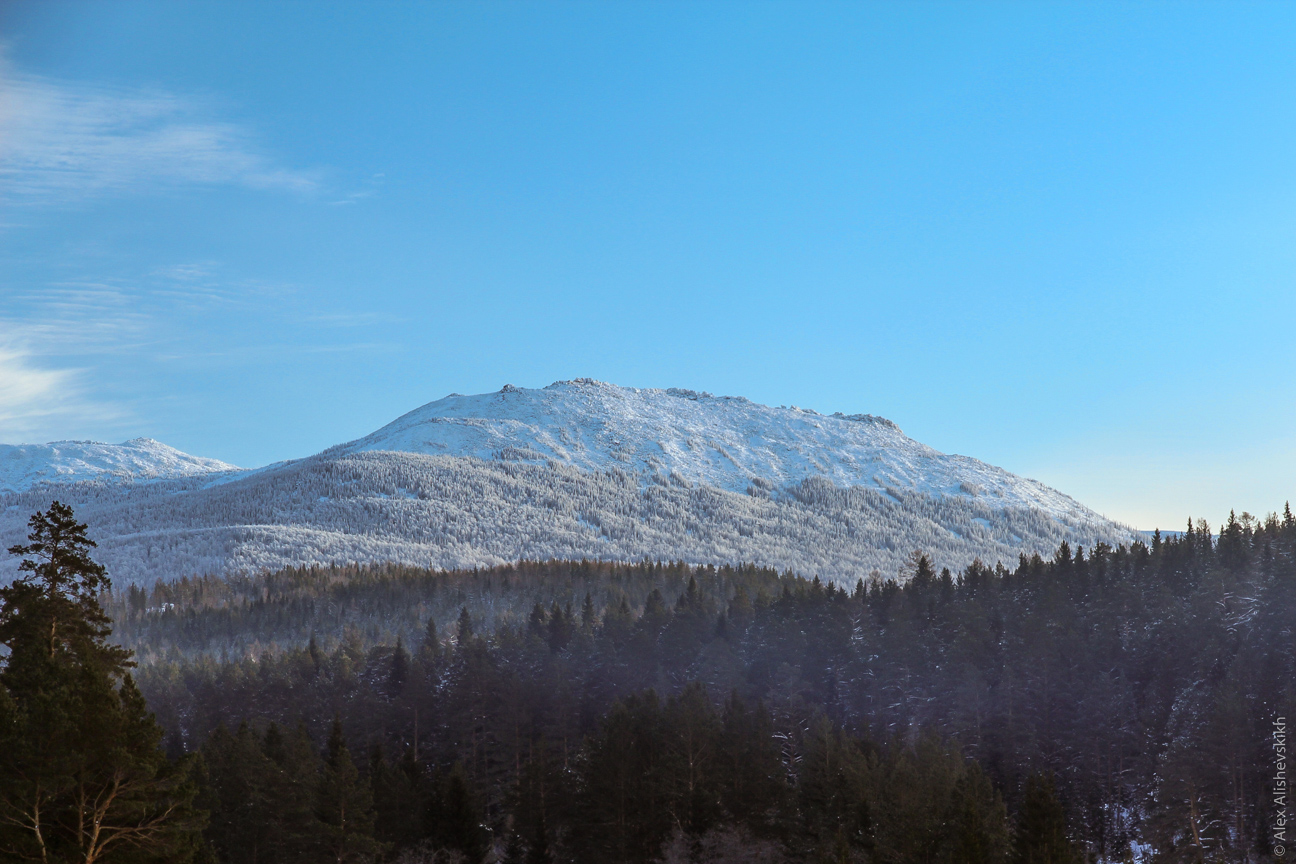